# Lomagramma brooksii
Lomagramma brooksii är en träjonväxtart som beskrevs av Edwin Bingham Copeland. Lomagramma brooksii ingår i släktet Lomagramma och familjen Dryopteridaceae. Inga underarter finns listade.